# В путь
«В путь» — советская военная песня, написанная в 1954 году поэтом М. Дудиным и композитором В. Соловьёвым-Седым. Изначально песня создавалась для фильма «Максим Перепелица», однако впоследствии обрела самостоятельную популярность. За эту песню Соловьёв-Седой был награждён Ленинской премией в 1959. Существуют также немецкая, китайская и корейская версии.

## Текст
За годы существования песни текст несколько раз переиначивался, здесь приведён каноничный вариант из кинофильма, а также немецкая версия (Unterwegs).
Первая и последняя строфы поются тихо, вторая строфа поётся с повышением голоса. Припев начинается сразу же после предыдущей строфы. Последние три строфы немецкой версии поются по-русски с немецким акцентом.
 Путь далёк у нас с тобою,

Веселей, солдат, гляди!

Вьётся, вьётся знамя полковое,

Командиры впереди.

Припев:

Солдаты, в путь, в путь, в путь!

А для тебя, родная,

Есть почта полевая.

Прощай! Труба зовёт:

Солдаты — в поход!

Каждый воин — парень бравый,

Смотрит соколом в строю.

Породни-роднились мы со славой

Славу до́были в бою!

Припев

 

Немецкая версия:

Unser Weg ist noch nicht zu Ende

Kamerad, blick weit voran!

Sieh im Wind die Fahne for uns wehn

Sie führt die Marschkolonne an

Припев:

Soldaten, marsch, marsch, marsch!

Mein Schatz, ich kann nicht bleiben

Doch will ich oft dir schreiben

Hört, die Trompete ruft!

Soldaten, voran!

Furcht kennt keiner von ihnen allen

Die im Gleichschritt mit uns gehen

Heimatland, für dich ziehn wir zu Feld

Bald werden Siegesfahnen wehn

Припев

Heimat, dich soll kein Feind bedrohen

Zu dir stehn wir jederzeit

Zogen kämpfend durch die halbe Welt

Bist du in Not, tun wir s erneut

Припев

1. 
2. 
3. 
4. 
5. 

- Китайская версия на YouTube
- Корейская версия на YouTube